# Koji Ezumi
Koji Ezumi (江角 浩司 Ezumi Koji?, nacido el 18 de diciembre de 1978 en Shimane) es un exfutbolista japonés. Jugaba de guardameta y su último club fue el Kataller Toyama de Japón.

## Trayectoria

### Clubes
| Club            | País  | Año         |
| --------------- | ----- | ----------- |
| Oita Trinita    | Japón | 2002 - 2005 |
| Omiya Ardija    | Japón | 2006 - 2014 |
| Kataller Toyama | Japón | 2015 - 2016 |

## Estadística de carrera

### J. League
| Club            | Año   | J. League | J. League | Copa J. League | Copa J. League | Total | Total |
| Club            | Año   | Part.     | Goles     | Part.          | Goles          | Part. | Goles |
| --------------- | ----- | --------- | --------- | -------------- | -------------- | ----- | ----- |
| Oita Trinita    | 2002  | 0         | 0         | -              | -              | 0     | 0     |
| Oita Trinita    | 2003  | 2         | 0         | 2              | 0              | 4     | 0     |
| Oita Trinita    | 2004  | 0         | 0         | 0              | 0              | 0     | 0     |
| Oita Trinita    | 2005  | 8         | 0         | 4              | 0              | 12    | 0     |
| Omiya Ardija    | 2006  | 3         | 0         | 1              | 0              | 4     | 0     |
| Omiya Ardija    | 2007  | 18        | 0         | 3              | 0              | 21    | 0     |
| Omiya Ardija    | 2008  | 34        | 0         | 3              | 0              | 37    | 0     |
| Omiya Ardija    | 2009  | 34        | 0         | 1              | 0              | 35    | 0     |
| Omiya Ardija    | 2010  | 0         | 0         | 2              | 0              | 2     | 0     |
| Omiya Ardija    | 2011  | 0         | 0         | 2              | 0              | 2     | 0     |
| Omiya Ardija    | 2012  | 11        | 0         | 3              | 0              | 14    | 0     |
| Omiya Ardija    | 2013  | 5         | 0         | 2              | 0              | 7     | 0     |
| Omiya Ardija    | 2014  | 12        | 0         | 3              | 0              | 15    | 0     |
| Kataller Toyama | 2015  | 20        | 0         | -              | -              | 20    | 0     |
| Kataller Toyama | 2016  | 3         | 0         | -              | -              | 3     | 0     |
| Total           | Total | 150       | 0         | 26             | 0              | 176   | 0     |

## Palmarés

### Títulos nacionales
| Título    | Club         | País  | Año  |
| --------- | ------------ | ----- | ---- |
| J2 League | Oita Trinita | Japón | 2002 |